# آرام (موسیقی‌دان)
این یک نام کره‌ای است؛ نام خانوادگی کیم است.
کیم نام جون (به کره‌ای: 김남준؛ زادهٔ ۱۲ سپتامبر ۱۹۹۴)، که بیشتر با نام هنری خود آر اِم (به انگلیسی: RM) (سابقاً رپ مانستر [Rap Monster]) شناخته می‌شود، رپر، ترانه‌سرا و تهیه‌کنندهٔ موسیقی اهل کره جنوبی است. او لیدر گروه پسرانهٔ بی‌تی‌اس است. در ۲۰۱۵، او اولین میکس‌تیپ خود، آر ام را منتشر کرد. در اکتبر ۲۰۱۸، دومین میکس‌تیپش، مونو، بالاترین نمودار آلبوم توسط یک تکنواز کره ای در نمودار بیلبورد ۲۰۰ بود که نمودار بیلبورد ۲۰۰، در رتبهٔ ۲۶ قرار گرفت. وی با هنرمندانی مانند، ویل، یونها، وارن جی، گائکو، کریز کالیکو، ام‌اف‌بی‌تی‌وای، فال اوت بوی، پرایمری و لیل ناز اکس همکاری داشته‌است.

## اوایل زندگی و تحصیل
کیم نام جون در ۱۲ سپتامبر ۱۹۹۴ در دونگجاک گو کره جنوبی به دنیا آمد اما در ایلسان گو بزرگ شد، جایی که خانواده اش در چهار یا پنج سالگی به آنجا نقل مکان کردند.
در کودکی زبان انگلیسی را با تماشای سریال دوستان به همراه مادرش، آموختو در دوران دانشجویی به صورت مستمر شعر می‌سرود و اغلب برای نوشته هایش جوایزی دریافت می‌کرد.
تقریبا به مدت یک سال آثار خود را در یک وب‌سایت شعر آنلاین منتشر می‌کرد، جایی که توجه قابل قبولی را به خود جلب کرد. از این طریق علاقمند به دنبال کردن یک شاخه ادبی شد اما به دنبال آن نرفت.وقتی دوازده ساله بود به مدت چهار ماه در نیوزلند تحصیل کرد.
او در سن یازده سالگی، پس از شنیدن آهنگ پرواز کن از اپیک های، در کلاس پنجم به موسیقی هیپ هاپ علاقه مند شد و دریافته بود که این آهنگ به او آرامش می‌دهد و به همین دلیل تصمیم گرفت بیشتر به این عرصه توجه کند.
وقتی معلم مدرسه اش امینم خواننده رپ آمریکایی را به او معرفی کرد، او به شعر علاقه مند شد و اشعاری را که احساس می‌کرد اصطلاحا "باحال" است را چاپ می‌کرد و آن‌ها را با دوستانش به اشتراک می‌گذاشت.
آر ام سپس به سرودن شعر روی آورد و می‌گوید که شعر او زمانی که با موسیقی ترکیب شود به متن آهنگ تبدیل می‌شود.
در سال ۲۰۰۷، به عنوان دانش آموز سال اول راهنمایی، شروع به رپ خواندن در مهمانی‌های هیپ هاپ آماتور محلی کرد و اولین آهنگ ضبط شده خود را برای اولین بار با استفاده از برنامه ادوب ادیشن (که در آن زمان کول ادیت نامیده می‌شد) ساخت. او اولین کنسرت خود را در سال ۲۰۰۸ برگزار کرد.و در نهایت در عرصه زیرزمینی هیپ هاپ کره ای تحت عنوان "رانچ راند" فعال‌تر شد و تعدادی آهنگ با همکاری دیگر رپرهای زیرزمینی مانند زیکو منتشر کرد.
آر ام در امتحانات ورودی دانشگاه برای زبان، ریاضی، زبان خارجی و مطالعات اجتماعی عضو ۱٪ برتر کشور شد و دارای آی کیو ۱۴۸ بود.
به دلیل موفقیت های تحصیلی اش، پدر و مادرش به شدت با علاقه او به حرفه موسیقی مخالفت می‌کردند. آر ام در ابتدا تصمیم گرفت تا موسیقی را کنار بگذارد و روی تحصیلاتش تمرکز کند. اما در نهایت برای اینکه مادرش را متقاعد کند که به او اجازه دهد تا خواننده رپ شود، از او پرسید که آیا می‌خواهد پسری داشته باشد که یک رپر تراز اول باشد یا یک دانش‌آموز با رتبه ۵۰۰۰.
در مارس ۲۰۱۹، پس از فارغ التحصیلی از دانشگاه جهانی سایبر در رشته رسانه و سرگرمی، او در کارشناسی ارشد مدیریت بازرگانی دانشگاه هانیانگ سایبر در تبلیغات و رسانه ثبت نام کرد.

## نام
نام رپ مانستر الهام گرفته شده از آهنگ رپ «نابغهٔ رپ (Rap Genius)» توسط سن ای است. این اشعار شامل بخشی بود که سن ای اعلام کرد باید او «هیولای رپ» صدا زده شود زیرا «بی‌وقفه رپ می‌خواند». او نام هنری را به دلیل اینکه احساس می‌کرد «باحال» است، انتخاب کرد، اما بعدا در مصاحبه ای اعلام‌ کرد که این اسم دیگر نماینده او یا موسیقی ای که می سازد، نیست.

## فعالیت های بشر دوستانه
او برای سالروز تولد ۲۵ سالگی خود ۱۰۰ میلیون وون به مدرسه سامسون سئول اهدا کرد تا به دانش‌آموزانی که دچار اختلال شنوایی هستند در آموزش موسیقی کمک کند.در دسامبر ۲۰۲۰، شورای هنرهای کره، به منظور قدردانی از او برای اهدای ۱۰۰ میلیون وون به موزه ملی هنرهای مدرن و معاصر برای چاپ و توزیع کتاب های مختلف هنری کمیاب به مدارس و کتابخانه ها در مناطق روستایی، از او قدردانی کردند و او را به عنوان یکی از ده حامی هنرهای سال ۲۰۲۰ خود معرفی کردند. از سپتامبر ۲۰۲۱، او سالانه ۱۰۰ میلیون وون برای حفظ و بازسازی میراث فرهنگی کره در خارج از کشور از طریق اداره میراث فرهنگی (CHA) و بنیاد میراث فرهنگی خارج از کشور  کمک مالی کرده است.
اولین کمک مالی او، که در اصل به صورت خصوصی انجام شد، برای درمان یک هواروت متعلق به موزه هنر شهرستان لس آنجلس در آن زمان مورد استفاده قرار گرفت، در حالی که کمک مالی او در سال ۲۰۲۲ برای ایجاد یک بروشورهنری برای معرفی نقاشی های کره ای استفاده شد.
در سپتامبر ۲۰۲۳، او ۱۰۰ میلیون وون به خدمات پزشکی قانونی ملی کره جنوبی اهدا کرد تا برای توسعه علم پزشکی قانونی در این کشور استفاده شود.

## ترانه‌شناسی

### آلبوم‌های استودیویی
- ایندیگو (۲۰۲۲)

### میکس‌تیپ‌ها
- آر ام (۲۰۱۵)
- مونو (۲۰۱۸)